# 總統府青年工作團
總統府青年工作團是中華民國總統府於2003年至2004年所規劃，仿效白宮實習生所設置之制度，主要目的為使青年到總統府上班，參與公共事務之實習機會。成員所需經費來源由民間機構捐款提供，成員由各地方政府選派1名代表，每屆實習期為一年，每個單位輪調三個月，了解政府機關運作情形。因設置期間社會輿論多方討論，故於2004年底第二屆結束後不續辦理。

## 外部來源
- 總統出席「總統府第二屆青年工作團」結業典禮 （页面存档备份，存于）
- 青年團 青年政策 （页面存档备份，存于）